# 鶌鶋

圖出自《古今圖書集成·博物彙編·禽蟲典·第五十三卷》

鶌鶋為記載於《山海经》中的一種鳥，居住在馬成山（位於北方山系第三條山脈太行山山脈，龍侯山東北方二百里，咸山西南方七十里），樣子像乌鸦，具有白色的頭、青色的身體、黃色的腳，其名稱來自鳴叫聲，吃了牠可以不飢餓並消除贅疣。

## 記載
《山海經》中記載，馬成山多產有花紋的石頭，山的北側多產黃金與玉石，在此座山中有名叫天馬的野獸，形貌為黑頭白身狗形，背上長有肉翅，並且能夠飛翔，還有鶌鶋居住在此山
《山海經廣注》的作者吳任臣提到《駢雅》中鵸䳜、鶌鶋皆是屬於烏鴉的一種。

## 延伸閱讀
[在维基数据编辑]
 《欽定古今圖書集成·博物彙編·禽蟲典·第五十三卷》，出自陈梦雷《古今圖書集成》